# Tērvete (novads)
Pour les articles homonymes, voir Tervete.
Tērvete (liv. Terwenden) est un novads de Lettonie.

## Géographie
Tērvete est situé dans le sud de la Lettonie dans la région du Zemgale. Depuis la fusion avec les pagasti de Bukaiši et Augstkalne, son territoire touche la frontière Lituanienne.

## À voir
La principale attraction est un parc dans la forêt dont les sculptures nous mènent au travers de l'histoire de Sprīdītis (héros d'un conte pour enfants de Anna Brigadere) et dans un village de nains. Ce parc comporte aussi deux tours d'observation dont une permet une très large vision sur les plaines environnantes.
La ville dispose aussi d'un sanatorium.
Durant l'époque soviétique le territoire de Tērvete accueillait une base aérienne, elle n'est plus aujourd'hui en activité mais on peut voir les vestiges de celle-ci sur la route qui va à Penkule.

## Personnages célèbres
- Alberts Kviesis
- Anna Brigadere